# Константин Преславский
Епископ Константи́н Пресла́вский (болг. Константин Преславски) — болгарский писатель и церковный деятель IX—X веков, представитель Преславской книжной школы.

## Биография
Сведения о жизни Константина скудны. Он был учеником святого Мефодия и вместе с другими учениками подвергся преследованиям со стороны немецкого духовенства.
Константин бежал в Константинополь и затем в Болгарское царство, где занял должность викарного епископа в столице Преславе.
Главное произведение — сборник проповедей Учительное евангелие (893—894 годы), сопровождаемый поэтическим вступлением Азбучная молитва.
Все сочинения Константина Преславского дошли до нашего времени только в переписанном виде, самые ранние памятники датируются XII и XIII вв.
В честь книжника назван Шуменский университет.